# Fox & Friends
Fox & Friends es un programa de televisión matutino conservador estadounidense de noticias y entrevistas que se transmite por Fox News, se estrenó el 1 de febrero de 1998 y actualmente es presentado por Steve Doocy , Ainsley . Earhardt y Brian Kilmeade entre semana. Will Cain , Rachel Campos-Duffy y Pete Hegseth son los anfitriones los fines de semana.
Comienza a las 6:00 a. m., hora del este, con los últimos titulares de Fox News Live y las noticias de la mañana y continúa con una variedad de segmentos que incluyen eventos actuales, entrevistas, actualizaciones de noticias con corresponsales, análisis político de los anfitriones y segmentos de entretenimiento.

## Historia
Fox & Friends es una evolución de Fox X-press , el programa de noticias matutino original de Fox News Channel.
Después de los Atentados del 11 de septiembre de 2001, se agregó una hora adicional al comienzo del programa de lunes a viernes, pero se calificó como un programa separado llamado Fox & Friends First . Fue el primer programa de Fox News que se transmitió en vivo durante el día, a partir de las 6:00 am. Se suspendió el 13 de julio de 2008 y se reemplazó con una hora adicional de Fox & Friends .  El título Fox & Friends First se reintrodujo el 5 de marzo de 2012, también como un programa separado que se transmite una hora antes del programa principal de tres horas, pero usando una lista separada de anclas giratorias.

## formato
Se ha descrito a Fox & Friends como más afín a las tres grandes cadenas de televisión que a sus competidores por cable (particularmente New Day de CNN y Morning Joe de MSNBC ), con una combinación de segmentos de noticias, entretenimiento y estilo de vida, y una presentación generalmente casual. Sin embargo, al igual que con los programas matutinos en los canales de noticias por cable de la competencia, su contenido de noticias se concentra en gran medida en la política. Actualmente, Steve Doocy , Ainsley Earhardt y Brian Kilmeade son coanfitriones del programa de lunes a viernes. Will Cain , Rachel Campos-Duffy y Pete Hegseth coanfitrión los fines de semana.

### Segmentos recurrentes
- La 'Serie de conciertos de verano' presenta un concierto de música en vivo en Fox News Plaza todos los viernes desde el fin de semana del Día de los Caídos hasta el fin de semana del Día del Trabajo.[6]
- 'So Sue Me' es un segmento en el que Peter Johnson, Jr. (un abogado litigante y de apelaciones) ofrece su perspectiva sobre los acontecimientos actuales con implicaciones legales.[7]

## Calificaciones
The New York Times ha informado que el programa es uno de los más exitosos de la red.  Después de la llegada de Elisabeth Hasselbeck en septiembre de 2013, el programa aumentó un 23 por ciento en el total de espectadores en comparación con su promedio para el tercer trimestre de 2013, y un 22 por ciento en la demostración de noticias clave 25-54. Durante las primeras cuatro semanas de Hasselbeck en el programa, Fox & Friends promedió 1,226 millones de espectadores totales, frente a los 1,058 que promedió el programa durante el tercer trimestre del año.
En febrero de 2017, las calificaciones promedio del programa aumentaron a alrededor de 1,7 millones de espectadores, impulsadas por la reciente toma de posesión del candidato republicano Donald Trump como presidente.

## Postura política
En 2012, The New York Times escribió que Fox & Friends "se ha convertido en una poderosa plataforma para algunos de los ataques más estridentes contra el presidente Barack Obama".  El programa ha proporcionado una plataforma para las teorías de conspiración religiosa de Barack Obama y en mayo de 2012, emitió un video de 4 minutos atacando el historial de Barack Obamaa como presidente. El video fue ampliamente criticado como un anuncio de ataque político disfrazado de periodismo;  El crítico de televisión de la revista Time , James Poniewozik , escribió:
"Es difícil imaginar una parodia más exagerada de Fox News que arroja carne cruda, aviva el miedo y complace la base". 
En respuesta, un vicepresidente ejecutivo de Fox News "desautorizó" el video, culpó a un productor asociado y que el video "se les escapó" a los altos directivos de la red.  Fox News declaró que el programa era entretenimiento y "no pretende ser una noticia directa". 
El expresidente estadounidense Donald Trump es un televidente habitual de Fox & Friends y elogió al programa por la cobertura favorable de su presidencia. Los críticos señalaron que Donald Trump a menudo tuiteaba sobre historias en Fox & Friends mientras se transmitían, creando un "bucle de retroalimentación" cuando las historias se discutían posteriormente como temas nacionales porque Donald Trump las mencionaba en las redes sociales. 
Trump fue un invitado frecuente en Fox & Friends antes de su presidencia. En 2018, Fox News anunció que aparecería en el programa para ofrecer comentarios todos los lunes. 
El 26 de abril de 2018, Donald Trump fue entrevistado por teléfono en Fox & Friends en un segmento que duró casi media hora y discutió varios temas y controversias recientes que lo rodean a él y a su gobierno.  Donald Trump dijo que podría interferir con la investigación del fiscal especial,  reconoció que el abogado Michael Cohen había representado a Donald Trump en el escándalo Stormy Daniels-Donald Trump y dijo que había recibido una tarjeta y flores para Melania Trump, su esposa, cuyo cumpleaños fue el mismo día. 

## Personalidades

### Días de semana
- Steve Doocy , coanfitrión; 1998-presente
- Ainsley Earhardt , copresentadora; 2016-presente
- Brian Kilmeade , coanfitrión; 1998-presente
- Janice Dean , coanfitriona/ meteoróloga ; 2004-presente
- Carley Shimkus , presentadora de noticias; 2021-presente
- Lawrence Jones , reportero empresarial; 2021—presente

### Fines de semana
- Will Cain , coanfitrión; 2020-presente
- Rachel Campos-Duffy , copresentadora; 2021-presente
- Pete Hegseth , coanfitrión; 2017 – presente
- Rick Reichmuth , meteorólogo; 2006-presente
- Lawrence Jones , reportero empresarial; 2021—presente

### Antiguos anfitriones
- Jedediah Bila , copresentadora de fin de semana de 2019 a 2021, reemplazada por Rachel Campos-Duffy .
- Dave Briggs , coanfitrión del fin de semana, se fue a fines de 2012 para unirse a NBC Sports Network
- Alisyn Camerota, copresentadora de fin de semana, se fue el 28 de septiembre de 2013 para ser la copresentadora de una nueva versión de lunes a viernes de America's News Headquarters . Ahora tiene su propio programa en CNN .
- Gretchen Carlson , copresentadora de los días de semana de 2006 a 2013, reemplazada por Elisabeth Hasselbeck después de pasar a presentar su propio programa vespertino de lunes a viernes The Real Story . Ahora jefe del grupo del concurso de Miss América
- Tucker Carlson , coanfitrión de fin de semana de 2012 a 2016, se fue para presentar el programa de horario estelar de lunes a viernes, Tucker Carlson Tonight . Reemplazado por Ed Henry .
- Kiran Chetry , coanfitrión de fin de semana de 2005 a 2007
- Elisabeth Hasselbeck , copresentadora de los días de semana de 2013 a 2015, reemplazada por Ainsley Earhardt .
- Ed Henry , coanfitrión del fin de semana de 2017 a 2019, reemplazado por Will Cain .
- ED Hill , coanfitrión de los días de semana de 1998 a 2006, reemplazado por Gretchen Carlson .
- Juliet Huddy , ex copresentadora de fin de semana y suplente
- Abby Huntsman , copresentadora de fin de semana de 2016 a 2018, se fue para ser copresentadora de The View y fue reemplazada por Jedediah Bila .
- Mike Jerrick , ex coanfitrión del fin de semana
- Anna Kooiman , copresentadora de fin de semana de 2012 a 2016, reemplazada por Abby Huntsman .
- Jillian Mele , presentadora de noticias de lunes a viernes de 2017 a 2021, reemplazada por Carley Shimkus .
- Maria Molina , meteoróloga de Fox Cast de 2010 a 2016
- Clayton Morris , coanfitrión del fin de semana de 2008 a 2017, reemplazado por Pete Hegseth
- Julian Phillips, ex coanfitrión del fin de semana
- Kelly Wright , copresentadora de fin de semana de 2006 a 2008